# Johann Nepomuck Fischer
Johann Nepomuck Fischer (* 5. März 1749 in Miesbach; † 21. Februar 1805 in Frankfurt am Main) war ein deutscher Astronom und Mathematiker.

## Leben
Johann Nepomuck Fischer wurde in Miesbach als ältester Sohn des Pflegers Franz Michael Fischer und der Maria Anna Theresia, geb. von Reifenegger geboren. 1766 schloss er das Jesuitengymnasium München (heute Wilhelmsgymnasium München) ab, trat anschließend in den Jesuitenorden ein und war zeitweise Regens in Neuburg an der Donau. Nach Auflösung des Jesuitenordens 1773 weltlicher Geistlicher, widmete er sich vermehrt seinen Studien und war ab 1776 Mitglied der Bayerischen Akademie der Wissenschaften.
1779 wurde Fischer außerordentlicher Professor für Mathematik und Astronomie an der Universität Ingolstadt, nachdem er mit seiner Preisschrift über die Beugung des Lichts den von der Akademie der Wissenschaften zu Göttingen ausgeschriebenen Hauptpreis gewonnen hatte. Ab 1781 war Fischer Hofastronom an der kurfürstlichen Sternwarte in Mannheim. Er stand in engem Kontakt zu dem bayerischen Aufklärer Graf Rumford, der ihn 1786 an die königliche Sternwarte in Greenwich vermittelte. Hier war er Mitarbeiter des Astronomen Wilhelm Herschel.
1799 kehrte Fischer nach Deutschland zurück und bemühte sich um eine Professur an einer Universität, die er allerdings erst 1803 erlangte, als er Professor für Mathematik an der Universität Würzburg wurde. Fischer verstarb bereits zwei Jahre später.
Johann Nepomuck Fischer wird als ein freigeistiger Mensch überliefert, der sich als „Selbstdenker“ sah, der sich von keinem eine Meinung vorschreiben lassen wollte. Diese Haltung erschwerte seine berufliche Laufbahn, weswegen ihm trotz seiner Fähigkeiten eine größere Karriere vorenthalten blieb.
Fischers Schwester Maria Anna Genoveva Petronilla war in zweiter Ehe mit dem Historiker Ignaz Joseph von Obernberg verheiratet. Über die Kinder ihrer ersten Ehe mit Georg Anton von Spitzl ist sie direkte Vorfahrin des Malers Christian Schad.

## Schriften
- Theorie des Schielens. Ingolstadt 1781.
- Beweis, daß das Glockenläuten bey Gewittern mehr schädlich als nützlich sey. Nebst einer allgemeinen Untersuchung ächter und unächter Verwahrungsmittel gegen die Gewitter. München 1784.
- Ueber den Unstern im Aprilmonat dieses Jahres, ein Blatt zum Lesen und Lachen in der Carneval. München 1784.
- weitere kleine, oft anonyme Schriften